# Sporisorium pulverulentum
Sporisorium pulverulentum är en svampart som först beskrevs av Cooke & Massee, och fick sitt nu gällande namn av Vánky 1985. Sporisorium pulverulentum ingår i släktet Sporisorium och familjen Ustilaginaceae.   Inga underarter finns listade i Catalogue of Life.